# Tomasz Jaworski (hokeista)
Tomasz Jaworski (ur. 3 lipca 1971 w Zbrosławicach) – polski hokeista występujący na pozycji bramkarza, reprezentant Polski, trener i działacz hokejowy.

## Kariera
- Polonia Bytom (1991–1994)
- TKH Toruń (1994–1997)
- KTH Krynica (1997–2001)
- Polonia Bytom (2001)
- Unia Oświęcim (2001–2006)
- Zagłębie Sosnowiec (2006–2009)

Uczestniczył w turnieju hokejowym na Zimowej Uniwersjadzie 1993.
22 grudnia 2004 wystąpił podczas meczu Polska-Gwiazdy NHL (3:3, k. 0:2).
9 marca 2009 został dyrektorem sportowym w Polonii Bytom. Pozostawał nim do 2011.
25 kwietnia 2010 oficjalnie zakończył karierę zawodniczą. Wraz z nim uczynili to dwaj inni wybitni hokeiści Polonii Bytom, Mariusz Puzio i Krzysztof Kuźniecow.
W 2011 został trenerem juniorów Sokoły Toruń (zawodnikiem drużyny był wówczas jego syn Jakub, ur. 1996) oraz objął funkcję wiceprezesa klubu. W grudniu 2011 został asystentem trenera w klubie Nesta Karawela Toruń.

## Sukcesy
Reprezentacyjne

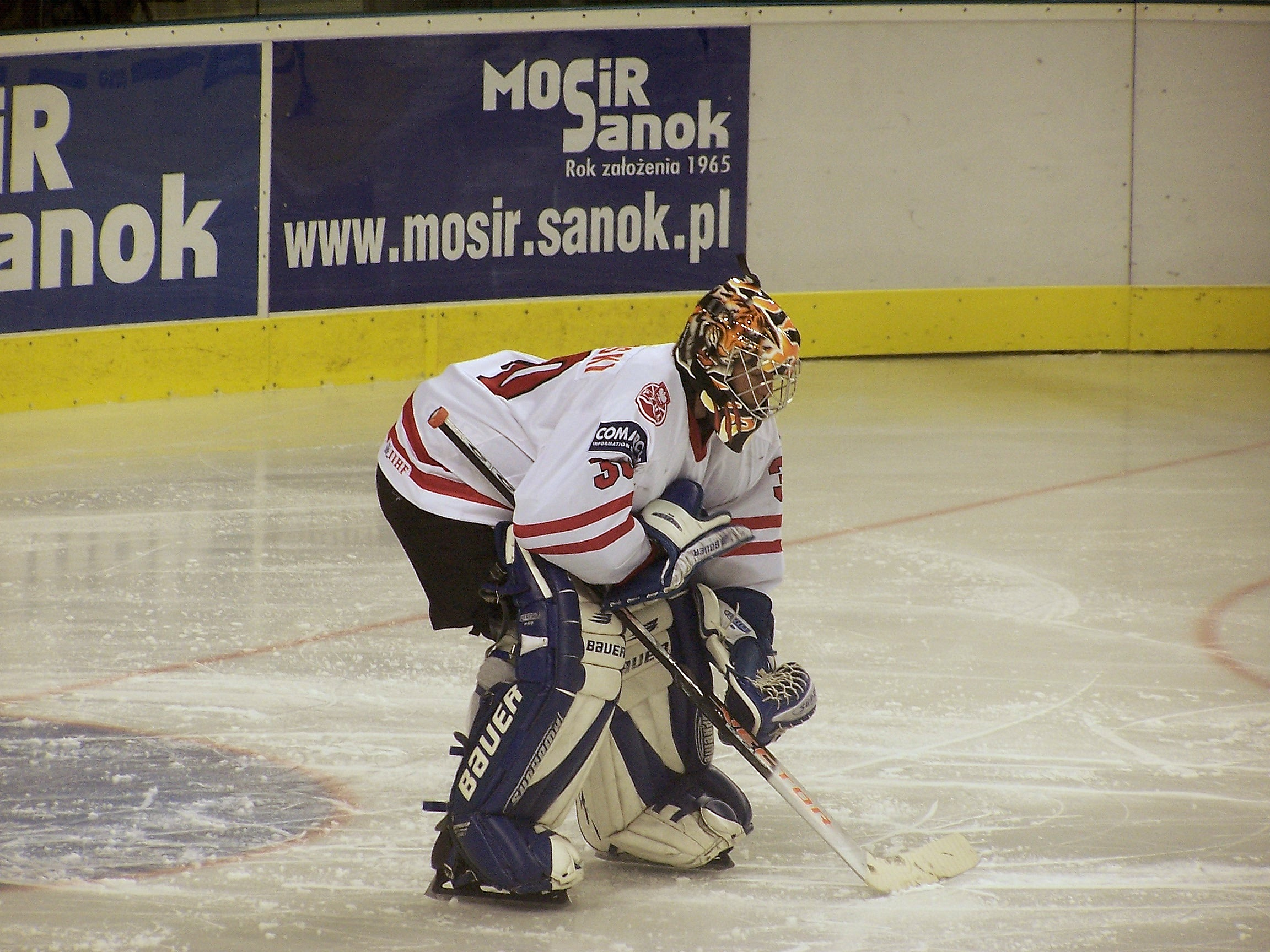
Tomasz Jaworski podczas meczu Polska-Węgry, 12 kwietnia 2006 (Arena Sanok)

- Awans do ME do lat 18 Grupy A: 1989
- Awans do MŚ Elity: 2001

Klubowe
- Złoty medal mistrzostw Polski (3 razy): 2002, 2003, 2004 z Unią Oświęcim
- Srebrny medal mistrzostw Polski (1 raz): 1999 z KTH Krynica
- Brązowy medal mistrzostw Polski (3 razy): 1993 z Polonią Bytom, 1996 z TKH Toruń, 2000 z KTH Krynica
- Puchar Polski (2 razy): 2000, 2003 z Unią Oświęcim

Indywidualne
- Mistrzostwa Europy juniorów do lat 18 w hokeju na lodzie 1989#Grupa B:
  - Najlepszy bramkarz turnieju[10]
- Mistrzostwa Świata w Hokeju na Lodzie 2001/I Dywizja:
  - Pierwsze miejsce w klasyfikacji skuteczności interwencji: 92,31%[11][12]
  - Pierwsze miejsce w klasyfikacji średniej goli straconych na mecz: 2,00[13]
- Najlepszy bramkarz turnieju[14]
- Mistrzostwa Świata w Hokeju na Lodzie 2003/I Dywizja Grupa A:
  - Trzecie miejsce w klasyfikacji skuteczności interwencji: 91,46%[15]
  - Drugie miejsce w klasyfikacji średniej goli straconych na mecz: 1,75[16]

Wyróżnienia
- I liga polska w hokeju na lodzie (1998/1999): najlepszy bramkarz sezonu
- Złoty Kij w sezonie 2006/2007